# Llista de monuments de Forallac
Llista de monuments de Forallac inclosos en l'Inventari del Patrimoni Arquitectònic Català per al municipi de Forallac (Baix Empordà). Inclou els inscrits en el Registre de Béns Culturals d'Interès Nacional (BCIN) amb la classificació de monuments històrics, els Béns Culturals d'Interès Local (BCIL) de caràcter immoble i la resta de béns arquitectònics integrants del patrimoni cultural català.
| Monument                                                                      | Protecció       | Estil/època                                          | Localització                                                      | Coordenades                                            | Codi?         | Imatge |
| ----------------------------------------------------------------------------- | --------------- | ---------------------------------------------------- | ----------------------------------------------------------------- | ------------------------------------------------------ | ------------- | --- |
| Castell de Vulpellac                                                          | BCIN 119-MH     | Renaixement XVI                                      | Forallac Vulpellac                                                | 41° 57′ 37″ N, 3° 03′ 17″ E / 41.960288°N,3.054596°E   | RI-51-0000573 | Castell de Vulpellac (Forallac) · Vegeu més fotos d'aquest monument · Carregueu una nova foto d'aquest monument                     |
| Castell de Peralta                                                            | BCIN 865-MH     | XI-XIV                                               | Forallac Santa Susanna de Peralta, Peratallada                    | 41° 57′ 17″ N, 3° 05′ 27″ E / 41.9548278°N,3.0909528°E | RI-51-0005907 | Castell de Peralta (Forallac) · Vegeu més fotos d'aquest monument · Carregueu una nova foto d'aquest monument                       |
| Mas Comes del Brugar                                                          | BCIN 866-MH     | XVI-XVII                                             | Forallac Al nord-oest del municipi, tocant la Bisbal de l'Empordà | 41° 58′ 01″ N, 3° 02′ 58″ E / 41.967056°N,3.0494056°E  | RI-51-0005908 | Carregueu una nova foto d'aquest monument                                                                                           |
| Castell de Peratallada                                                        | BCIN 1062-MH    | Gòtic X, XIII-XIV, XVII-XVIII                        | Forallac Peratallada                                              | 41° 58′ 39″ N, 3° 05′ 23″ E / 41.9776°N,3.089677°E     | RI-51-0005906 | Castell de Peratallada (Forallac) · Vegeu més fotos d'aquest monument · Carregueu una nova foto d'aquest monument                   |
| Nucli històric de Peratallada                                                 | BCIN 1911-CH-EN | Romànic, gòtic Medieval-XXI                          | Forallac                                                          | 41° 58′ 38″ N, 3° 05′ 24″ E / 41.977107°N,3.090062°E   | RI-53-0000196 | Nucli històric de Peratallada (Forallac) · Vegeu més fotos d'aquest monument · Carregueu una nova foto d'aquest monument            |
| Nucli històric de Vulpellac                                                   | BCIN 1914-CH-EN | Gòtic, renaixement, obra popular Medieval-XXI        | Forallac                                                          | 41° 57′ 37″ N, 3° 03′ 16″ E / 41.960151°N,3.054560°E   | RI-53-0000664 | Nucli històric de Vulpellac (Forallac) · Vegeu més fotos d'aquest monument · Carregueu una nova foto d'aquest monument              |
| Església de Sant Julià i Santa Basilissa, o Església del castell de Vulpellac | BCIN 1916-MH    | Gòtic, renaixement, barroc XVI-XVII, XVIII           | Forallac Vulpellac                                                | 41° 57′ 36″ N, 3° 03′ 17″ E / 41.960089°N,3.054587°E   | RI-51-0000574 | Església de Sant Julià i Santa Basilissa (Forallac) · Vegeu més fotos d'aquest monument · Carregueu una nova foto d'aquest monument |
| Recinte fortificat de Vulpellac                                               | BCIN 4100-MH    | XIII-XIV                                             | Forallac Envoltant el recinte medieval, Vulpellac                 | 41° 57′ 37″ N, 3° 03′ 15″ E / 41.960202°N,3.054214°E   | IPA-7105      | Recinte fortificat de Vulpellac (Forallac) · Vegeu més fotos d'aquest monument · Carregueu una nova foto d'aquest monument          |
| Muralles de Peratallada                                                       | BCIN 4206-MH    | XII-XIV                                              | Forallac Peratallada                                              | 41° 58′ 39″ N, 3° 05′ 23″ E / 41.977623°N,3.089714°E   | IPA-7113      | Muralles de Peratallada (Forallac) · Vegeu més fotos d'aquest monument · Carregueu una nova foto d'aquest monument                  |
| Església de Sant Climent de Peralta                                           |                 | Barroc XVIII                                         | Forallac Pl. de l'Església, Peralta                               | 41° 56′ 59″ N, 3° 05′ 43″ E / 41.949734°N,3.095297°E   | IPA-7107      | Església de Sant Climent de Peralta (Forallac) · Vegeu més fotos d'aquest monument · Carregueu una nova foto d'aquest monument      |
| Can Batllem                                                                   | BCIL 2004       | XIX                                                  | Forallac C. Santa Basilissa, 15, Vulpellac                        | 41° 57′ 42″ N, 3° 03′ 16″ E / 41.961753°N,3.054376°E   | IPA-7108      | Can Batllem (Forallac) · Vegeu més fotos d'aquest monument · Carregueu una nova foto d'aquest monument                              |
| Església de Santa Susanna de Peralta                                          | BCIL 2004       | Romànic, barroc XI-XIII, XVII-XVIII                  | Forallac Santa Susanna de Peralta, Peratallada                    | 41° 57′ 25″ N, 3° 05′ 27″ E / 41.956932°N,3.090961°E   | IPA-7110      | Església de Santa Susanna de Peralta (Forallac) · Vegeu més fotos d'aquest monument · Carregueu una nova foto d'aquest monument     |
| Església de Santa Maria de Fonteta                                            | BCIL 2004       | Romànic, barroc, gòtic tardà XI, XVIII               | Forallac Fonteta                                                  | 41° 57′ 01″ N, 3° 03′ 26″ E / 41.950364°N,3.057294°E   | IPA-7111      | Església de Santa Maria de Fonteta (Forallac) · Vegeu més fotos d'aquest monument · Carregueu una nova foto d'aquest monument       |
| Plaça Major                                                                   |                 | Obra popular XV-XVI, XVII-XIX                        | Forallac Pl. Major, Peratallada                                   | 41° 58′ 38″ N, 3° 05′ 26″ E / 41.977118°N,3.090691°E   | IPA-7114      | Plaça Major (Peratallada) · Vegeu més fotos d'aquest monument · Carregueu una nova foto d'aquest monument                           |
| Sant Esteve de Peratallada                                                    | BCIL 2004       | Romànic, gòtic, barroc XII-XIII, XVI, XVII-XVIII     | Forallac Barri de l'Església, Peratallada                         | 41° 58′ 47″ N, 3° 05′ 25″ E / 41.97959°N,3.090397°E    | IPA-7115      | Sant Esteve de Peratallada (Forallac) · Vegeu més fotos d'aquest monument · Carregueu una nova foto d'aquest monument               |
| Església de Sant Esteve de Canapost                                           | BCIL 2004       | Preromànic, romànic, barroc IX-X, XI-XII, XVII-XVIII | Forallac Pl. Major, Canapost                                      | 41° 58′ 31″ N, 3° 04′ 20″ E / 41.97535°N,3.072261°E    | IPA-7117      | Església de Sant Esteve de Canapost (Forallac) · Vegeu més fotos d'aquest monument · Carregueu una nova foto d'aquest monument      |
| Cases al carrer Nou, 1-9                                                      | BCIL 2004       | Gòtic tardà, obra popular XVI-XVII                   | Forallac C. Nou, 1 a 9, Vulpellac                                 | 41° 57′ 36″ N, 3° 03′ 24″ E / 41.959928°N,3.056589°E   | IPA-7119      | Cases al carrer Nou, 1-9 (Forallac) · Vegeu més fotos d'aquest monument · Carregueu una nova foto d'aquest monument                 |
| Església de Sant Climent de Peralta, o Església vella del Mas Vidal           | BCIL 2004       | Preromànic VIII-IX                                   | Forallac Sant Climent de Peralta, Peratallada                     | 41° 55′ 42″ N, 3° 05′ 44″ E / 41.928406°N,3.095505°E   | IPA-7120      | Carregueu una nova foto d'aquest monument                                                                                           |
| Santuari de la Mare de Déu dels Socors                                        |                 | Barroc XVII                                          | Forallac Paratge el Socós, Canapost                               | 41° 59′ 02″ N, 3° 04′ 07″ E / 41.983821°N,3.068513°E   | IPA-7121      | Santuari de la Mare de Déu dels Socors (Forallac) · Vegeu més fotos d'aquest monument · Carregueu una nova foto d'aquest monument   |
| Pont de fossat                                                                |                 | Obra popular Medieval                                | Forallac Al nord de Peratallada, sobre el fossat                  | 41° 58′ 45″ N, 3° 05′ 23″ E / 41.979101°N,3.089626°E   | IPA-36872     | Pont de fossat de Peratallada (Forallac) · Vegeu més fotos d'aquest monument · Carregueu una nova foto d'aquest monument            |
| Santa Coloma de Fitor                                                         | BCIL 2004       | Romànic X, XII-XIII                                  | Forallac Fitor                                                    | 41° 54′ 21″ N, 3° 05′ 12″ E / 41.905959°N,3.086754°E   | IPA-37620     | Santa Coloma de Fitor (Forallac) · Vegeu més fotos d'aquest monument · Carregueu una nova foto d'aquest monument                    |
| Can Puig                                                                      | BCIL 2004       | Obra popular XVIII                                   | Forallac Zona de la Costa d'en Grau, proper al Clot del Surolí    | 41° 54′ 06″ N, 3° 05′ 17″ E / 41.901742°N,3.088184°E   | IPA-39635     | Carregueu una nova foto d'aquest monument                                                                                           |
| Can Solà, antiga rectoria                                                     | BCIL 2004       | Obra popular XVIII                                   | Forallac Sant Climent de Peralta                                  | 41° 56′ 59″ N, 3° 05′ 42″ E / 41.949706°N,3.094993°E   | IPA-39638     | Carregueu una nova foto d'aquest monument                                                                                           |
| Carrer de Sant Joan                                                           | BCIL 2004       |                                                      | Forallac C. de Sant Joan, Vulpellac                               | 41° 57′ 38″ N, 3° 03′ 14″ E / 41.960578°N,3.053937°E   | IPA-39644     | Carregueu una nova foto d'aquest monument                                                                                           |